# Таушкасы (Чебоксарский район)
Таушкасы́ (чув. Тавăшкасси) — деревня в Чебоксарском районе Чувашской Республики. Входит в состав Акулевского сельского поселения.

## География
Находится в северной части Чувашии на расстоянии приблизительно 14 км на восток-юго-восток по прямой от районного центра поселка Кугеси, на правобережье реки Рыкша.

## История
Известна с 1858 года. В 1897 году учтено 287 жителей, в 1926 — 64 двора, 315 жителей, 1939—331 житель, в 1979—140. В 2002 году было 60 дворов, в 2010 — 43 домохозяйства. В период коллективизации образован колхоз «Первое мая», в 2010 году действовал колхоз им. Свердлова.

## Население
Постоянное население составляло 86 человек (чуваши 99 %) в 2002 году, 109 в 2010.